# The Mysterious Pilot
The Mysterious Pilot é um seriado estadunidense de 1937, gênero ação, dirigido por Spencer Gordon Bennet, em  15 capítulos, estrelado pelo aviador recordista Frank Monroe Hawks. Produzido por Weiss Productions e distribuído pela Columbia Pictures, foi baseado no livro The Siver Hawk, de William Byron Mowery, e veiculou nos cinemas estadunidenses a partir de 9 de dezembro de 1937. Foi o segundo seriado da Columbia Pictures.

## Sinopse
Hawks intrerpreta Jim Dorn, mapeador da “Royal Canadian Air Force”. Com seus ajudantes Kansas (Rex Lease), o índio Luke (Yakima Canutt) e Jean McNain (Dorothy Sebastian), enfrenta as maquinações do vilão, o ex-noivo de Dorothy, Carter Snowden (Kenneth Harlan). É difícil determinar os motivos de Snowden, embora se possa considerá-lo um dos vilões mais engenhosos na história dos seriados. Mysterious Pilot é caracterizado por um clímax diferente, em que o herói é resgatado pela heroína!

## Elenco
- Frank Monroe Hawks … Capitão Jim Down. [nota 1]
- Dorothy Sebastian … Jean McNain
- Esther Ralston … Vivian McNain
- Rex Lease … Sargento 'Kansas' Eby
- Guy Bates Post … 'Papa' Bergelot
- Kenneth Harlan … Carter Snowden
- Yakima Canutt … Indian Luke
- George Rosener … Fritz
- Clara Kimball Young … Martha
- Frank Lackteen … Yoroslaff
- Harry Harvey … 'Soft Shoe' Cardigan
- Tom London … Kilgour
- Robert D. Walker … Boyer
- Ted Adams … Carlson
- Jack Perrin... Thompson (não-creditado)
- William Desmond... Lenhador (não-creditado)
- Walter McGrail... Jordan (não-creditado)

## Capítulos
1. The Howl of the Wolf
2. The Web Tangles
3. Enemies of the Air
4. In the Hands of the Law
5. The Crack-up
6. The Dark Hour
7. Wings of Destiny
8. Battle in the Sky
9. The Great Flight
10. Whirlpool of Death
11. The Haunted Mill
12. The Lost Trail
13. The Net Tightens
14. Vengeance Rides the Airways
15. Retribution

Fonte: